# Kill the Umpire (film 1916)
Kill the Umpire è un cortometraggio muto del 1916 interpretato e diretto da Eddie Lyons e Lee Moran.

## Produzione
Il film fu prodotto dalla Nestor Film Company.

## Distribuzione
Distribuito dall'Universal Film Manufacturing Company, il film - un cortometraggio in una bobina - uscì nelle sale cinematografiche statunitensi il 17 luglio 1916.